# Bola d'escriure

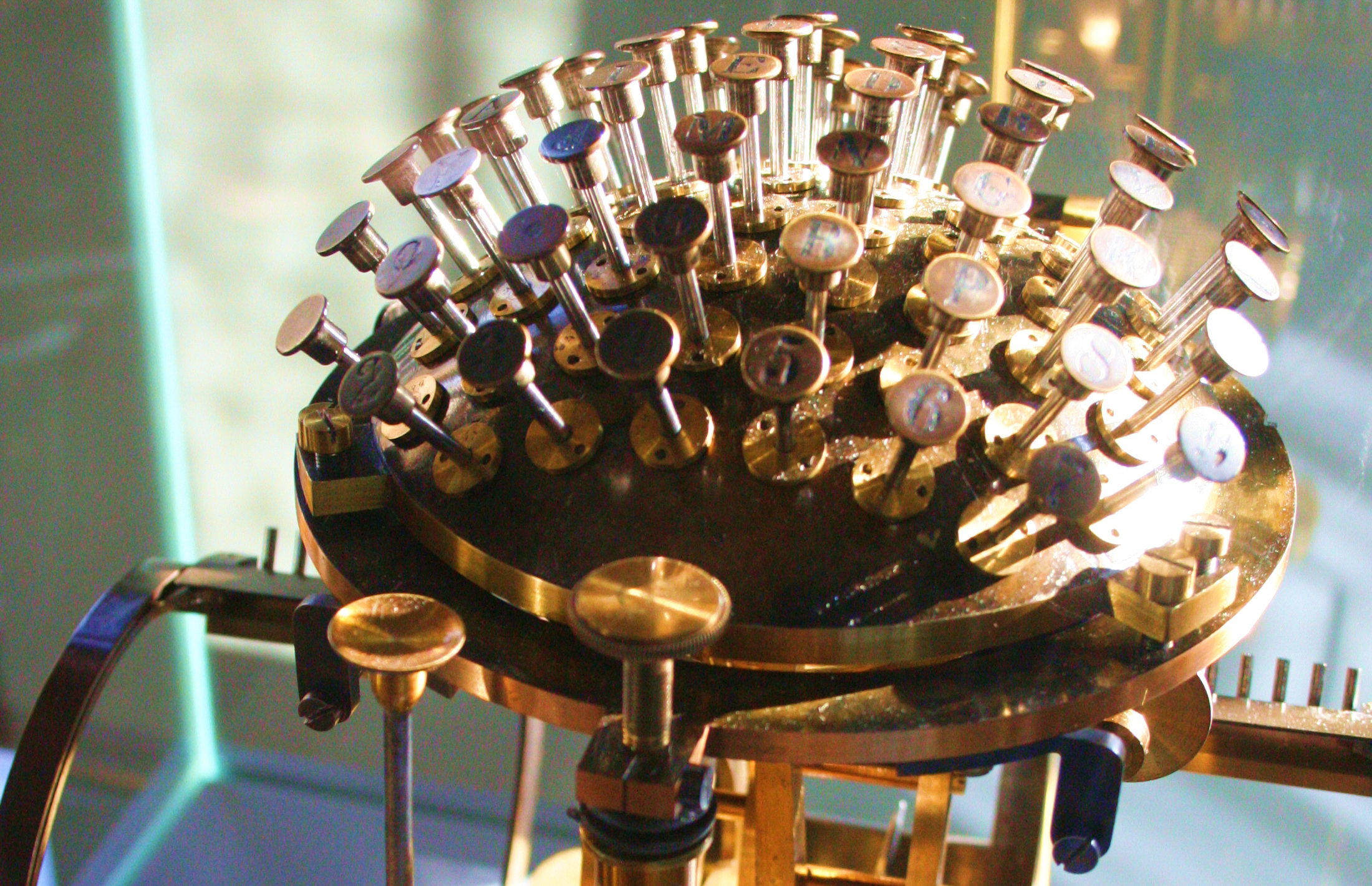
La màquina de Friedrich-Wilhelm Nietzsche al' Arxiu Nietzsche a Weimar

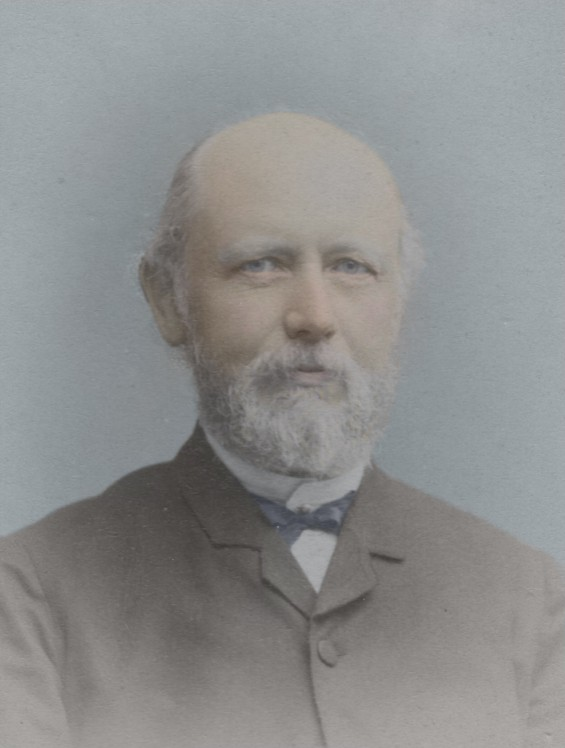
Rasmus Malling-Hansen el 1890

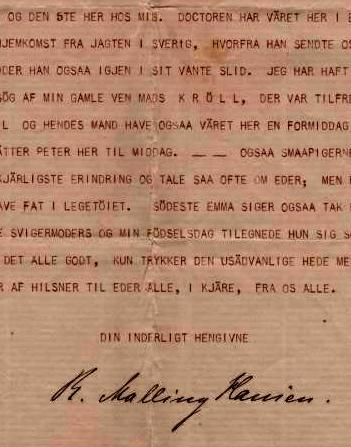
Carta de Malling-Hansen escrita amb bola, 1872

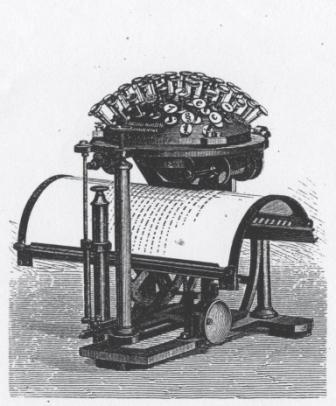
Model de 1878

La bola d'escriure (nom original en danès Skrivekugle) és la primera màquina d'escriure fabricada en sèrie del món. Va ser desenvolupada el 1865 pel pastor danès Hans Rasmus Johann Malling Hansen (1835-1890) i patentada el 1870. El Museu de la Tècnica de l'Empordà en conserva un dels rars exemplars conservat en bon estat. No només és una de les màquines mes cares en l'actualitat, valorada en desenes de milers d'euros, sinó també, des del punt de vista de l'estètica industrial, una de les més estètiques. El filòsof Friedrich Wilhelm Nietzsche va ser un dels primers a utilitzar aquesta eina, que el va ajudar el 1872 quan, quasi cec, ja no podia escriure a la mà.